# A kém, aki bejött a hidegről
A kém, aki bejött a hidegről (eredeti cím: The Spy Who Came in from the Cold) John le Carré brit író 1963-ban megjelent kémregénye. A regény elismerő kritikákat kapott és nemzetközi bestseller lett. A TIME Magazin a regényt beválasztotta Minden idők 100 legfontosabb regényei közé. 2006-ban a Publishers Weekly folyóirat a regényt minden idők legjobb kémregényének nevezte.
A címben szereplő kifejezés, a „bejönni a hidegről” a regényben a kémek zsargonjában azt a folyamatot jelentette, amikor a kémet valamilyen okból (pl. a lebukás elkerülésére) kivonják a működési területéről, és számára nem veszélyes helyre távozik. A folyamatot saját kérés, jelzés alapján, vagy a kém felettesei utasítására indították el, ennek során megbízható embereknek kellett segíteniük a kémet a távozásban.
A regényt 1965-ben Edgar Allan Poe-díjjal jutalmazták.

## A regény főszereplői
- Alec Leamas: brit ügynök, Kelet-Németországban működik
- Hans-Dieter Mundt: a kelet-német titkosszolgálat, az Abteilung vezetője
- Fiedler: kelet-német kém, Mundt helyettese
- Liz Gold: angol könyvtáros, a brit kommunista párt tagja
- Control: a brit titkosszolgálat vezetője
- George Smiley: brit kém, állítólag nyugdíjas
- Peter Guillam: brit kém
- Karl Riemeck: kelet-német hivatalnok, akiből brit kém lett

## Magyarul
- A kém, aki a hidegről jött be; ford. Szakmáry Veér Károly; Hunnia House, New York, 1969
- A kém, aki bejött a hidegről; ford. Falvay Mihály, Európa, 1990; ford. Falvay Dóra, Agave, 2007
- A kém, aki bejött a hidegről; ford. Falvay Mihály, elő- és utószóford. Lakatos Anna; Agave Könyvek, Bp., 2021